# Jane Sixsmith
Jane Sixsmith (5. rujna 1967.) je bivša engleska igračica hokeja na travi. 
Jedina je engleska hokejašica koja je sudjelovala je na četiri Olimpijade, 1988. u Seulu, 1992. u Barceloni, 1996. u Atlanti i 2000. u Sydneyu.
Povukla se sa sudjelovanja na međunarodnim natjecanjima nakon što je postigla preko sto pogodaka i nakon što je dosegla 165 nastupa za Englesku i 158 za Uj. Kraljevstvo.
Počela se baviti hokejem u dobi od 12 godina, kad su joj rekli da ne može više igrati s dječacima nogomet. Klupski hokej na travi je igrala za svoj grad, Sutton Coldfield. Već u srednjoškolskoj dobi, bila je izabrana kao pričuvna igračica za mladu englesku reprezentaciju u netballu, u kategoriji "ispod 18". Jane Sixsmith je pohađala srednju katoličku školu Bishop Walsh Catholic School. Poslije, već kao dokazana hokejaška veličina, posjetila je svoju srednju školu gdje je bila pozvana otvoriti novu športsku dvoranu.

## Uspjesi
Bila je članicom postave Uj. Kraljevstva koja je osvojila broncu na OI 1992. u Barceloni.
Osvojila je zlatno odličje na europskom prvenstvu 1991. i srebrno odličje na Igrama Commonwealtha.

## Nagrade
Nositeljica je Ordena Britanskog Carstva (vidi en:Order of the British Empire).

## Vanjske poveznice
- Baza podataka s OI-ja